# Mehde-Aue
Die Mehde-Aue ist ein linker Zufluss der Oste im Landkreis Rotenburg (Wümme) in Niedersachsen. Sie fließt durch die Stadt Zeven und heißt oberhalb des Stadtkerns nur Aue, unterhalb nur Mehde.

## Geographie

### Verlauf
Das Quellgebiet liegt ca. 1 km östlich von Hesedorf (Gyhum), nahe der Straße nach Abbendorf. Die Mehde-Aue ist insgesamt 20,3 km lang und umfasst ein Einzugsgebiet von insgesamt 97,91 km². Die Mehde-Aue hat mehrere Zuflüsse, der Abbendorfer Kanal mündet bei Hesedorf in das Gewässer, der Buschhorstbach bei Gyhum. Nächste Zuflüsse sind der Osenhorster Bach mit der Mündung zwischen Gyhum und Wehldorf und der Rhalandsbach, der in Zeven zufließt. Die Mehde-Aue hat bis Zeven einen begradigten Verlauf und ist als naturfern einzustufen. In Zeven ist sie innerhalb des Stadtkerns überbaut, fließt dann durch den Stadtpark und -wald. Ab Zeven kann der weitere Verlauf als naturnah angesehen werden.
Die Mehde-Aue mündet 2 km nördlich von Zeven in Höhe des Ortes Offensen linksseitig in die Oste.

## Zustand
Die Mehde-Aue ist im Oberlauf mäßig belastet (Güteklasse II) und im Mittel- und Unterlauf kritisch belastet (Güteklasse II-III).

## Befahrungsregeln
Zum Schutz, dem Erhalt und der Verbesserung der Fließgewässer als Lebensraum für wild lebende Tiere und Pflanzen erließ der Landkreis Rotenburg (Wümme) 2015 eine Verordnung für sämtliche Fließgewässer. Seitdem ist das Befahren des Flusses von der Quelle bis zur Mündung ganzjährig verboten.